# Ottavio Dantone
Ottavio Dantone (9 octobre 1960) est un claviériste et chef d'orchestre italien, bien connu pour ses interprétations de la musique baroque. Il est le directeur musical de l'Accademia Bizantina de Ravenne depuis 1996.

## Carrière
Dantone étudie au Conservatoire Giuseppe-Verdi de Milan, où il est diplômé pour l'orgue et le clavecin. En 1985, il reçoit le prix de basse continue au festival international de Paris et est également lauréat au festival de Bruges l'année suivante.
Dantone fait ses débuts en tant que chef d'opéra en 1999, avec la première moderne de Giulio Sabino de Giuseppe Sarti au Teatro Alighieri de Ravenne. Il fait ses débuts à La Scala en 2005, dans le Rinaldo de Haendel et donne le même opéra à Glyndebourne en 2011.

## Discographie (sélection)
Direction
- Settecento Veneziano – Accademia Bizantina, dir. Ottavio Dantone (Arts Music)
- Sarti, Giulio Sabino – Accademia Bizantina, dir. Ottavio Dantone (2000, Bongiovanni)
- Vivaldi, L'estro armonico, op. 3 - Accademia Bizantina, dir. Ottavio Dantone (septembre 2000/mars 2001, 2SACD Arts Music) (OCLC 891142667 et 872962052)
- Scarlatti, Il giardino di rose - Accademia Bizantina, dir./clavecin : Ottavio Dantone (2004, Decca) (OCLC 54938933)
- Arias pour Senesino : Haendel, A. Scarlatti, Porpora, etc. - Andreas Scholl ; Accademia Bizantina, dir. Ottavio Dantone (25-26/28-30 juin 2004, Decca 475 6569)
- Corelli, Sonates pour violon et basse continue, op. 5 - Stefano Montanari, violon ; Accademia Bizantina, dir. Ottavio Dantone (2005/2007, SACD Arts Music) (OCLC 885253514)
- Vivaldi, Tito Manlio – Nicola Ulivieri, Karina Gauvin, Ann Hallenberg, Marijana Mijanovic, Debora Beronesi, Barbara Di Castri ; Accademia Bizantina, dir. Ottavio Dantone (juillet 2005, 3CD Naïve/Opus 111 OP30413) (OCLC 656307580)
- Vivaldi, In Furore, Laudate Pueri, Concerti Sacri – Sandrine Piau, Stefano Montenari, Accademia Bizantina, dir. Ottavio Dantone (2006, Naïve)
- Haydn, Symphonies nos 78, 79, 80, 81 - Accademia Bizantina, dir. Ottavio Dantone (juin/juillet/septembre 2015, Decca) (OCLC 941828730)
- Vivaldi, L'incoronazione di Dario (2014, Naïve)
- Vivaldi, Il Giustino (2018, Naïve)
- Vivaldi, Il Tamerlano (2020, Naïve)
- Haendel, Rinaldo (2020, HDB Sonus)
- Haendel, Serse (2022, HDB Sonus)
- Haendel, Concerti Grossi Op. 6 (2022, HDB Sonus)
- Haendel, Concerti Grossi Op. 3 (2022, HDB Sonus)
- Corelli, Concerti Grossi Op. 6 (2023, HDB Sonus)
- Geminiani, Concerti Grossi Op. 3 (2024, HDB Sonus)

Soliste
- Paradisi, Le Sonate di Gravicembalo - Intégrale des sonates pour clavecin, vol. 1 (1996, Stradivarius)
- Paradisi, Le Sonate di Gravicembalo - Intégrale des sonates pour clavecin, vol. 2 (1997, Stradivarius)
- Haendel, Suites de pièces pour le clavecin (octobre 1998, 2CD Arts Music) (OCLC 73245438)
- Bach, Clavier bien tempéré. Livre 1 et II (juin 2000, Arts Music) (OCLC 56513687)
- Bach, Variations Goldberg (Decca)
- Arcadia - Andreas Scholl (2003, Decca)
- La casa del diavolo - Il Giardino Armonico (2005, Opus 111)
- Bach, Sonates - Viktoria Mullova, violon (2007, 2CD Onyx 4020) (OCLC 873312727)
- Scarlatti, intégrale des sonates – Ottavio Dantone, clavecin (2000–2006, Stradivarius)
- Bach, Concertos pour clavecin BWV 1052, 1053, 1055, 1056 (2008, Decca/L'Oiseau Lyre)
- Haendel, Concertos pour orgue, Op. 4 (2009, Decca/L'Oiseau Lyre)
- Haydn, Concertos pour clavecin et violon (Hob. VIIa:4, violon, Hob. XVIII:11, clavecin, Hob. XVIII:6, violon et clavecin) - Stefano Montanari, violon ; Accademia Bizantina, dir./clavecin : Ottavio Dantone (2010, Decca/L'Oiseau Lyre)
- Henry Purcell, O solitude - Andreas Scholl (2010, Decca)

Vidéos
- Il Giardino Armonico Deux: Music of the French Baroque - Giovanni Antonini, flûte ; Luca Pianca, luth ; Enrico Onofri, violon ; Vittorio Ghielmi, viole de gambe ; Ottavio Dantone, clavecin (enregistré à Salzbourg, Arthaus Musik)
- Pergolesi, Adriano in Siria - Livietta e Tracollo
- Pergolesi, Il Flaminio
- Bach : 5è C° Brandebourgeois avec Orchestra Mozart dirigé par Claudio Abbado (live).

## Sources
- (es) El Diario Vasco, Recuperador de lo desconocido, 20 octobre 2009. consulté le 10 novembre 2009.
- (en) John W. Freeman, Review: Sarti: Giulio Sabino, Opera News, décembre 2000. consulté le 10 novembre 2009.
- (it) Il Resto del Carlino, (it) « Abbado, Dantone, e fuochi d'artificio », 19 avril 2007. consulté le 8 avril 2018.
- (en) Annette Morreau, Review:Accademia Bizantina/Dantone/Scholl, Barbican, London, The Independent, 28 novembre 2006. consulté le 10 novembre 2009.
- (it) Leonardo Osella, Annibale e Paisiello a Torino dopo 236 anni, ma senza Mozart; La dirigerà uno specialista come Ottavio Dantone alla testa dell’Accademia Bizantina e altri cantanti, La Stampa, 23 février 2007. consulté le 10 novembre 2009.